# Kelvingrove Art Gallery and Museum
Kelvingrove Art Gallery and Museum (pol. Muzeum i Galeria Sztuki Kelvingrove) jest pierwszym założonym w Glasgow i Szkocji muzeum. 
Od czasu renowacji jest to najbardziej popularne muzeum w Szkocji jak i w całej Wielkiej Brytanii poza Londynem. 
Muzeum położone jest w zachodniej części miasta, przy brzegu rzeki Kelvin. Naprzeciw znajduje się architektonicznie podobna Sala Kelvina, która została zbudowana w nawiązującym stylu kilkanaście lat później, na miejscu poprzedniej sali zniszczonej przez ogień.
Konstrukcja Kelvingrove częściowo została sfinansowana przez dochody z Międzynarodowej Wystawy w Parku Kelvingrove w 1888. Galeria została zaprojektowana przez John W. Simpsona, otwarcie nastąpiło w 1901 roku. Budynek zbudowany jest w stylu hiszpańskiego baroku i zachowuje typową dla mieszkańców Glasgow tradycję używania czerwonego piaskowca.
Kevingrove posiada jeden z najpiękniejszych zbiorów rękodzielnictwa i militariów na świecie oraz pokaźny zbiór malarstwa.
Obiekt zamknięto w 2003. Po renowacji otwarto Kelvingrove 11 lipca 2006. Ceremonii przewodniczyła Elżbieta II. Koszt prac wyniósł 28 milionów funtów.